# Alexis Piegas
Jhonatan Alexis Piegas Núñez (Salto, 11 febbraio 2002) è un calciatore uruguaiano, difensore del Tacuarembó.

## Carriera
Piegas è cresciuto nei settori giovanili di Defensor Sporting e Peñarol. Nel 2023 è passato all'Albion con cui ha giocato il suo primo incontro ufficiale il 14 maggio nell'incontro di Segunda División vinto 5-1 contro il Bella Vista. Ha segnato la prima rete il 12 dicembre seguente, in Copa Uruguay contro la Juventud de Colonia.
Nel 2024 è stato acquistato a titolo definitivo dal Progreso.

## Statistiche

### Presenze e reti nei club
Statistiche aggiornate al 16 maggio 2024.
| Stagione        | Squadra         | Campionato      | Campionato | Campionato | Coppe nazionali | Coppe nazionali | Coppe nazionali | Coppe continentali | Coppe continentali | Coppe continentali | Altre coppe | Altre coppe | Altre coppe | Totale | Totale | Totale |
| Stagione        | Squadra         | Comp            | Pres       | Reti       | Comp            | Pres            | Reti            | Comp               | Pres               | Reti               | Comp        | Pres        | Reti        | Pres   | Reti   |        |
| --------------- | --------------- | --------------- | ---------- | ---------- | --------------- | --------------- | --------------- | ------------------ | ------------------ | ------------------ | ----------- | ----------- | ----------- | ------ | ------ | ------ |
| 2023            | Albion          | SD              | 6          | 0          | CU              | 2               | 1               |                    | -                  | -                  |             | -           | -           | 8      | 1      |        |
| 2024            | Progreso        | PD              | 6          | 0          | CU              | 0               | 0               |                    | -                  | -                  |             | -           | -           | 6      | 0      |        |
| Totale carriera | Totale carriera | Totale carriera | 12         | 0          |                 | 2               | 1               |                    | -                  | -                  |             | -           | -           | 14     | 1      |        |

## Palmarès

### Club

#### Competizioni giovanili
- Coppa Libertadores Under-20: 1

Peñarol: 2022